# Ishøjen i Augustenborg
|  | Sammenskrivningsforslag Artiklerne Augustenborg Slot, Ishøjen i Augustenborg er foreslået sammenskrevet. (Siden august 2014) Diskutér forslaget |

Ishøjen i Augustenborg er en høj beliggende nær Augustenborg Slot. På stedet var oprindeligt et 5 meter dybt rum i jorden, der var bygget af store kampesten. Højen blev brugt til opbevaring af isblokke til husholdningen på Augustenborg Slot.